# Sylvia Groneick
Sylvia Groneick ist eine deutsche Diplomatin. Sie ist seit Mitte 2024 Botschafterin in Slowenien und leitet als solche die Botschaft Ljubljana.

## Laufbahn
Groneick wurde in Osnabrück geboren. Sie studierte Islamwissenschaft, Geschichte und Öffentliches Recht in Hamburg, Damaskus und Venedig.
Nach erfolgreicher Teilnahme am Auswahlverfahren für den höheren Auswärtigen Dienst absolvierte sie von 1995 bis 1997 den Vorbereitungsdienst in der Aus- und Fortbildungsstätte des Auswärtigen Amts in Bonn-Ippendorf. Anschließend war sie Bis 1999 als Referentin in der Abteilung für die Vereinten Nationen in der Zentrale des Auswärtigen Amts eingesetzt.
Ihr erster Auslandsposten führte sie von 1999 bis 2002 als Referentin für Presse und Kultur an die Botschaft Rabat/Marokko. Zurück in der Zentrale des Auswärtigen Amts, nun in Berlin, wurde sie von 2002 bis 2005 dem Referat für Ostasien zugeteilt. Von 2005 bis 2008 folgte ein Einsatz als Kulturreferentin in der Botschaft Warschau/Polen. Eine weitere Standzeit in der AA-Zentrale absolvierte sie von 2008 bis 2012 zunächst in dem Arbeitsstab Menschenrechte. Von dort wechselte sie als stellvertretende Leiterin in das Referat „Abrüstung chemischer und biologischer Waffen“, wo sie bis 2015 gleichzeitig Direktorin des deutschen Biosicherheitsprogramms war.
Von 2016 bis 2018 leitet sie im Auswärtigen Amt das Team „Deutsche Sicherheitsrats-Kandidatur“. Anschließend war sie bis 2019 im Nahost-Referat eingesetzt. Im Jahr 2019 wurde sie mit der Leitung des Referats „Kultur- und Medienbeziehungen Europa, USA, Kanada, Russland, Türkei, Zentralasien, Kaukasus; deutsche Minderheiten im Ausland“ im Auswärtiges Amt betraut.
Im Jahr 2024 wurde sie als neue Botschafterin in Slowenien bestellt. Die Entsendung erfolgte im Sommer 2024. Seitdem leitet sie die Botschaft Ljubljana.
Groneick ist verheiratet und hat drei Kinder.